# Franz Blücher
Franz Blücher (Essen, 24 de marzo de 1896 - Bad Godesberg, 26 de marzo de 1959) fue un político alemán y miembro del Parlamento alemán (Bundestag) en la posguerra. Ejerció como el primer vicecanciller alemán después de la fundación de la República Federal Alemana (RFA).

## Biografía
Blücher nació en Essen, provincia del Rin, entonces dentro del Imperio alemán. Participó en la Primera Guerra Mundial.
Después de la Segunda Guerra Mundial, Blücher fue uno de los fundadores del Partido Democrático Libre (FDP) y ejerció como su presidente en la zona de ocupación británica (1946-1949) y como su presidente federal (1949-1954).
Entre 1949 y 1957 fue miembro del Gabinete del canciller Konrad Adenauer. Como representante del segundo mayor partido de Gobierno, ocupó el cargo de vicecanciller de Alemania y también ocupó el de ministro de Asuntos del Plan Marshall, que en 1953 pasó a llamarse ministro de Cooperación Económica. En 1956, junto con otros quince ministros y parlamentarios, formó el Freie Volkspartei (FVP), que a principios de 1957 se fusionó con el Partido Alemán (DP).
Franz Blücher murió el 26 de marzo de 1959 en Bad Godesberg, Renania del Norte-Westfalia.

## Honores y premios
Blücher recibió un doctorado honorario por la Universidad de Berlín (1954) y la Universidad del Punjab en Lahore (1957). En 1954 fue galardonado con la Gran Cruz de la Orden del Mérito de la República Federal de Alemania y la Gran Cruz de la Orden de Jorge I. En 1955, recibió la Gran Cruz de la Orden al Mérito de la República Italiana.
En 1956, Blücher recibió la Gran Condecoración de Honor en Oro de Servicios a la República de Austria.